# Weidenpesch

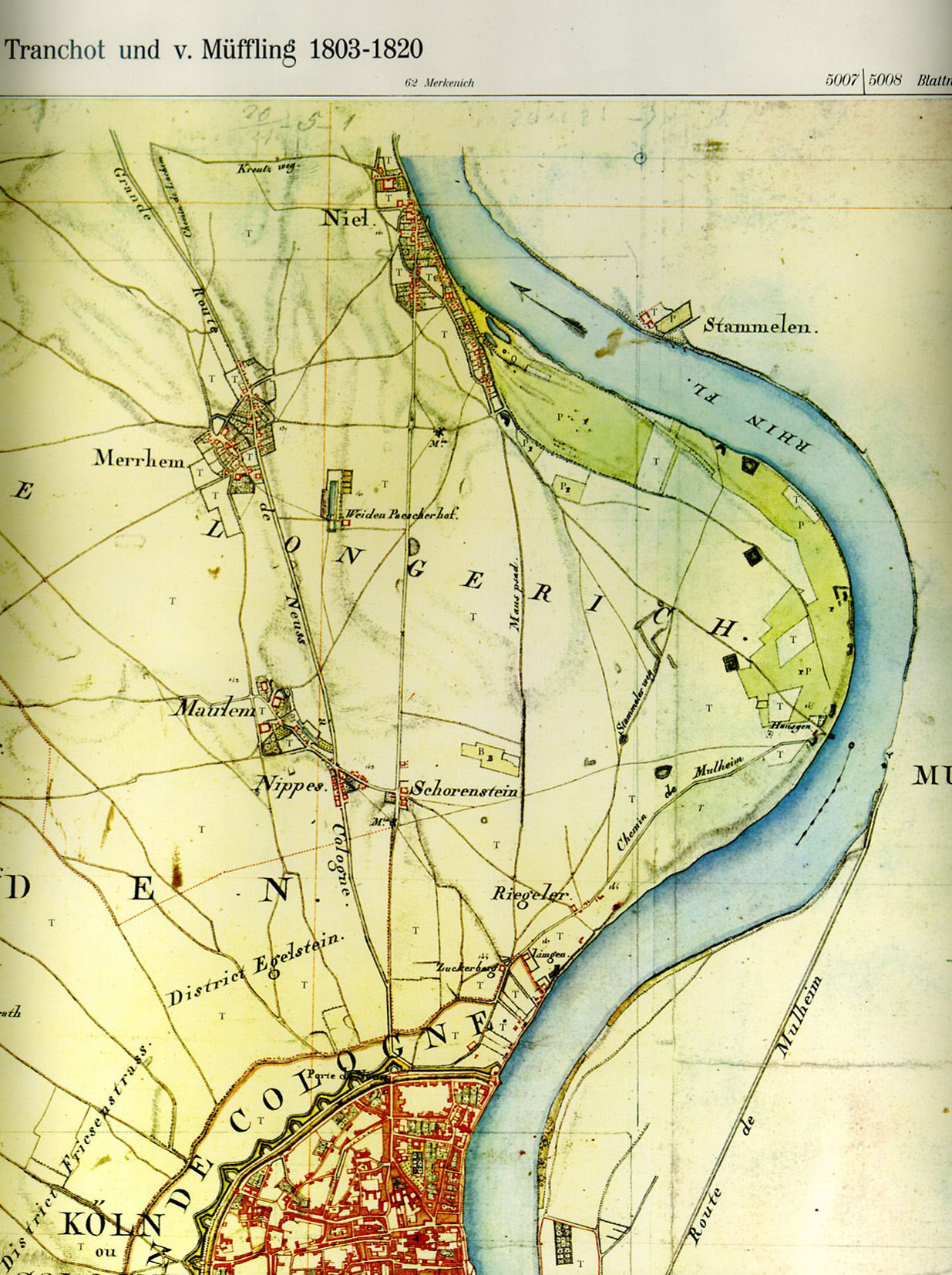
Merheim/Weidenpesch 1807/08

Weidenpesch ist ein Stadtteil im linksrheinischen Köln und Teil des Stadtbezirks 5 – Nippes.

## Lage
Weidenpesch grenzt im Osten an Niehl, im Süden an Nippes und Mauenheim, im Westen an Bilderstöckchen (die Grenze verläuft entlang der Eisenbahnlinie Köln-Neuss-Krefeld) und im Norden an Longerich.

## Geschichte
Der Name Weidenpesch hat seinen Ursprung in einem Hof des Stiftes St. Gereon, dem Weiden Paecherhof (Karte von 1808 von Jean Joseph Tranchot). Der westlich vom Hof liegende Ort hieß früher „Merheim“. Er war im 19. Jahrhundert der Bürgermeisterei Longerich zugeordnet und wurde schließlich zum 1. April 1888 als „Merheim (linksrheinisch)“ nach Köln eingemeindet.
1952 wurde der Stadtteil in „Weidenpesch“ umbenannt, denn zu viele Briefe und sonstige Postsendungen waren Irrläufer und landeten in Merheim (rechtsrheinisch), bzw. umgekehrt.
In den 1920er- und 1930er-Jahren wurden in Weidenpesch neue Wohnsiedlungen errichtet, zum Beispiel in der Mollwitz-, Lobositz- und Zorndorfstraße. Auch in den 1950er-Jahren wurde wieder sehr viel gebaut, sodass sich der Stadtteil weiter entwickelte und wuchs.

## Bevölkerungsstatistik
Struktur der Bevölkerung von Köln-Weidenpesch (2021):
- Durchschnittsalter der Bevölkerung: 44,1 Jahre (Kölner Durchschnitt: 41,4 Jahre)
- Ausländeranteil: 20,7 % (Kölner Durchschnitt: 19,3 %)
- Arbeitslosenquote: 7,8 % (Kölner Durchschnitt: 8,6 %)

## Infrastruktur und Verkehr

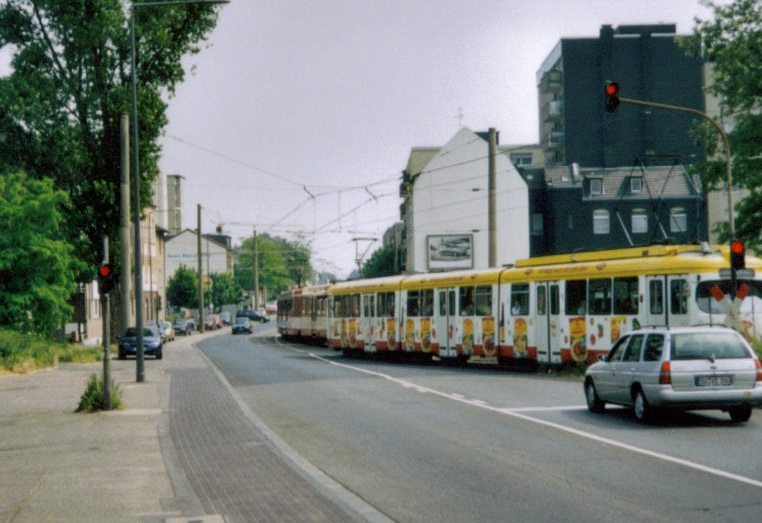
Weidenpesch, Neusser Straße (2004)

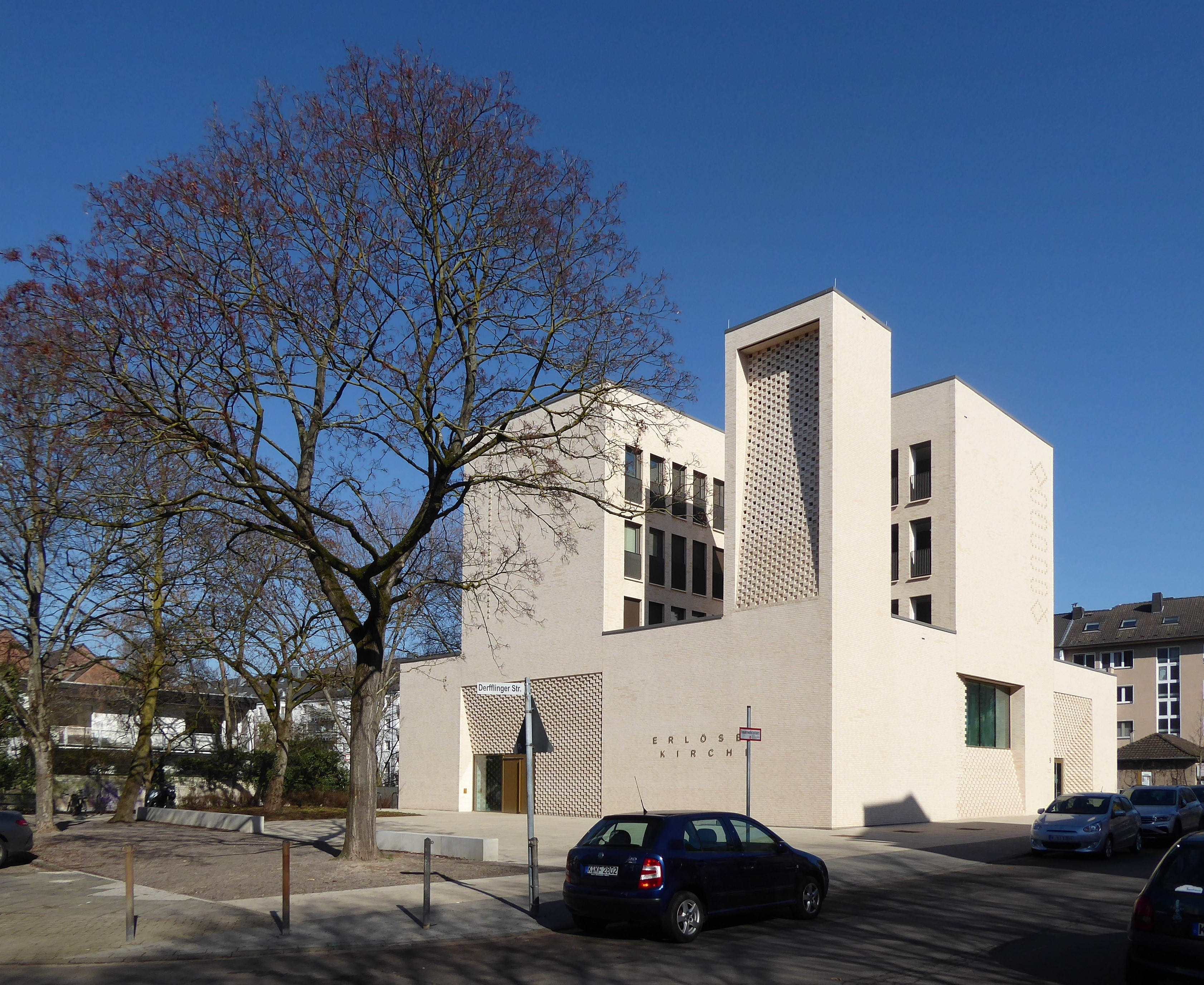
Die 2022 eingeweihte evangelische Erlöserkirche mit Kirchplatz an der Derfflingerstraße

Das Ortszentrum befindet sich rund um die Neusser Straße (B 9). Mit den auf der Neusser Straße verkehrenden Stadtbahnlinien 12 und 15 hat der Stadtteil einen guten Anschluss an das übrige Stadtgebiet. Das Stadtzentrum ist so in circa 15 Minuten erreichbar.
| Linie | Verlauf / Anmerkungen | Takt (Mo–Fr) |
| ----- | --- | ------------ |
| 12    | Merkenich – Niehl Nord – Weidenpesch – U Neusser Straße/Gürtel – U Florastraße – U Lohsestraße – U Ebertplatz – U Hansaring – U Christophstraße/Mediapark – U Friesenplatz – U Rudolfplatz – Zülpicher Platz – Barbarossaplatz – Zollstock                               | 10 min       |
| 15    | Chorweiler – Heimersdorf – Longerich – Weidenpesch – U Neusser Straße/Gürtel – U Florastraße – U Lohsestraße – U Ebertplatz – U Hansaring – U Christophstraße/Mediapark – U Friesenplatz – U Rudolfplatz – Zülpicher Platz – Barbarossaplatz – Chlodwigplatz – Ubierring | 10 min       |

Im Ort ansässig sind die Zentrale der Berufsfeuerwehr Köln sowie die Hauptwerkstatt der Kölner Verkehrs-Betriebe.
Im Westen von Weidenpesch liegt der Nordfriedhof.

## Freizeit
1897 entstand die Pferderennbahn Weidenpesch, auf der regelmäßig Galopprennen ausgerichtet werden. Die Rennbahn war die erste Sportanlage in der zunehmend expandierenden Stadt. Seit 1898 gibt es in Köln Galopprennen. Der ein Jahr zuvor gegründete Kölner Renn-Verein 1897 e. V. ist heute immer noch Hausherr über das 55 Hektar umfassende Grüngelände des Weidenpescher Parks, in das die Rennbahn eingebettet ist. Das jährliche Rennprogramm umfasst einige der bedeutendsten deutschen Galopprennen. Im November 2008 erwarb die Stadt Köln das Rennbahngelände für 15 Millionen € vom hochverschuldeten Renn-Verein, der davon 10 Millionen € für Schuldentilgung verwendet.
Der Parkplatz der Weidenpescher Rennbahn wird auch für einen regelmäßigen Flohmarkt genutzt. In den Jahren vor dem Ersten Weltkrieg entstand dort, im Weidenpescher Park, ein Kölner Sportzentrum, welches erst mit dem Bau des Sportparks in Müngersdorf ab 1923 in die zweite Reihe zurücktreten musste. Im Weidenpescher Park befand sich auch eines der größten deutschen Fußballstadien seiner Zeit und der erste Kölner Golfplatz.
Kölns ältester Fußballverein, der VfL Köln 1899, hat seine Heimat in Weidenpesch. Unter anderem spielte Leo Wilden (WM-Teilnehmer 1962) für den Klub. Mit der 1698 eröffneten Gaststätte Zur Alten Zollgrenze auf der Neusser Straße findet sich eines der ältesten Wirtshäuser Kölns in Weidenpesch. Schon Napoleon soll hier übernachtet haben.

## Vereine
- North-Brigade e. V.
- Tennis-Club Ford Köln e. V.
- Kölner-Tennis-Club (KTC) Weidenpescher Park 1920 e. V.
- 1. FSV Köln 1899 e. V. (Fusionsverein von VfL Köln 1899 u. FSV Köln Nord)
- Speed Skating Club Köln (SSC)

## Kirchen

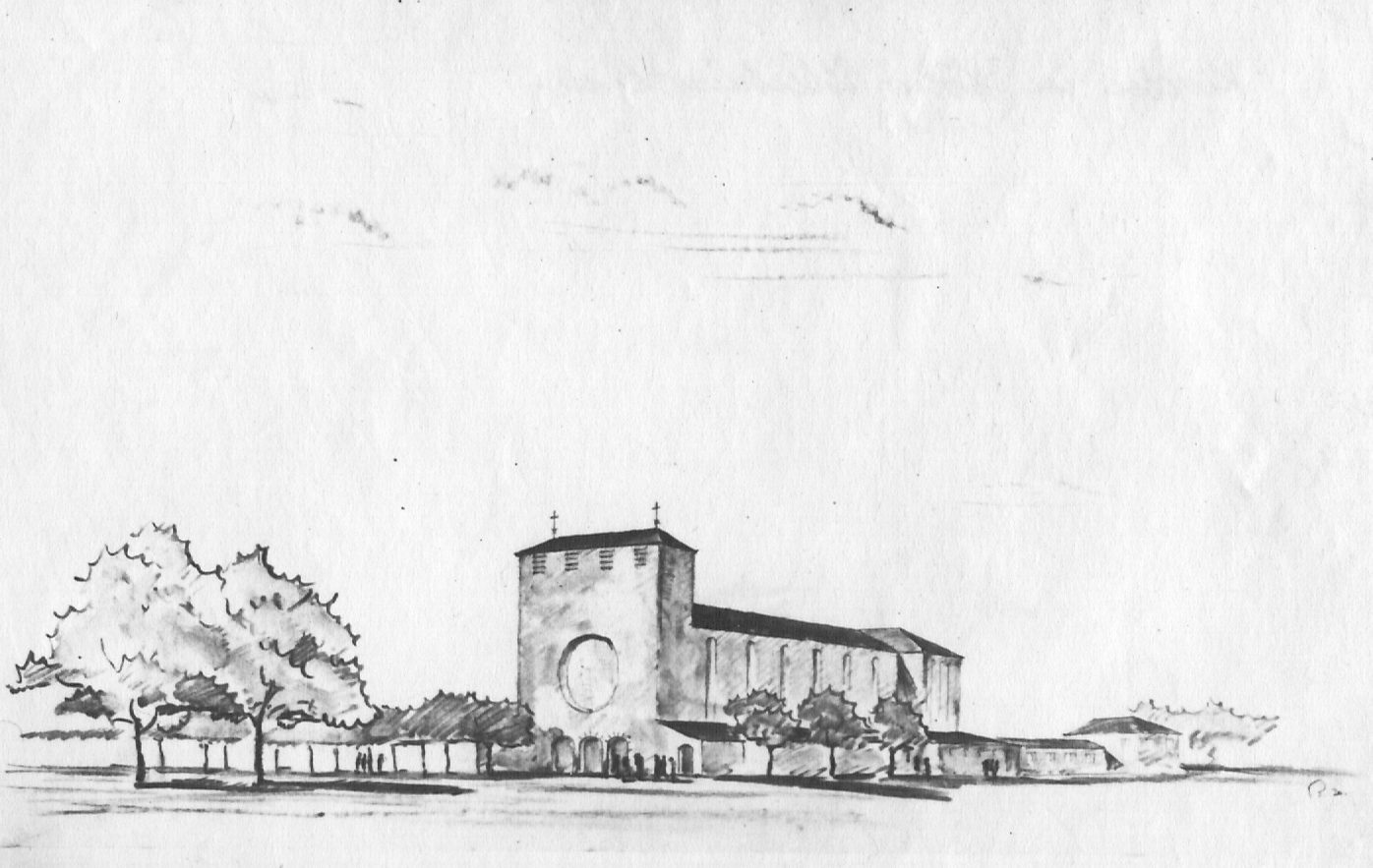
Wettbewerbsentwurf kath. Heilig-Kreuz-Kirche Köln-Weidenpesch 1930

Seit dem 13. Jahrhundert stand an der Schmiedegasse die Pfarrkirche St. Stephanus. 1860 wurde diese Kirche wegen Baufälligkeit abgerissen. Der Neubau, ebenso dem Heiligen Stephanus geweiht, wurde 1862 fertiggestellt und war bis in die 1930er Jahre Pfarrkirche. Der Nachfolgebau, die Heilig-Kreuz-Kirche, wurde 1931 nach einem Entwurf von Heinrich Bartmann erbaut. 
An der Stelle der Stefanskirche wurde von Thomas Carl Tromm, dem Besitzer der örtlichen Wachsfabrik, die Kapelle „Madonna im Grünen“ aus den Steinen der abgerissenen Pfarrkirche nach Plänen seines gleichnamigen Sohnes erbaut und am 4. Dezember 1954 von Weihbischof Wilhelm Cleven eingeweiht.
Die katholische Salvator-Kirche (Architekt Theodor Kelter) am Schlesischen Platz entstand 1957/1958.

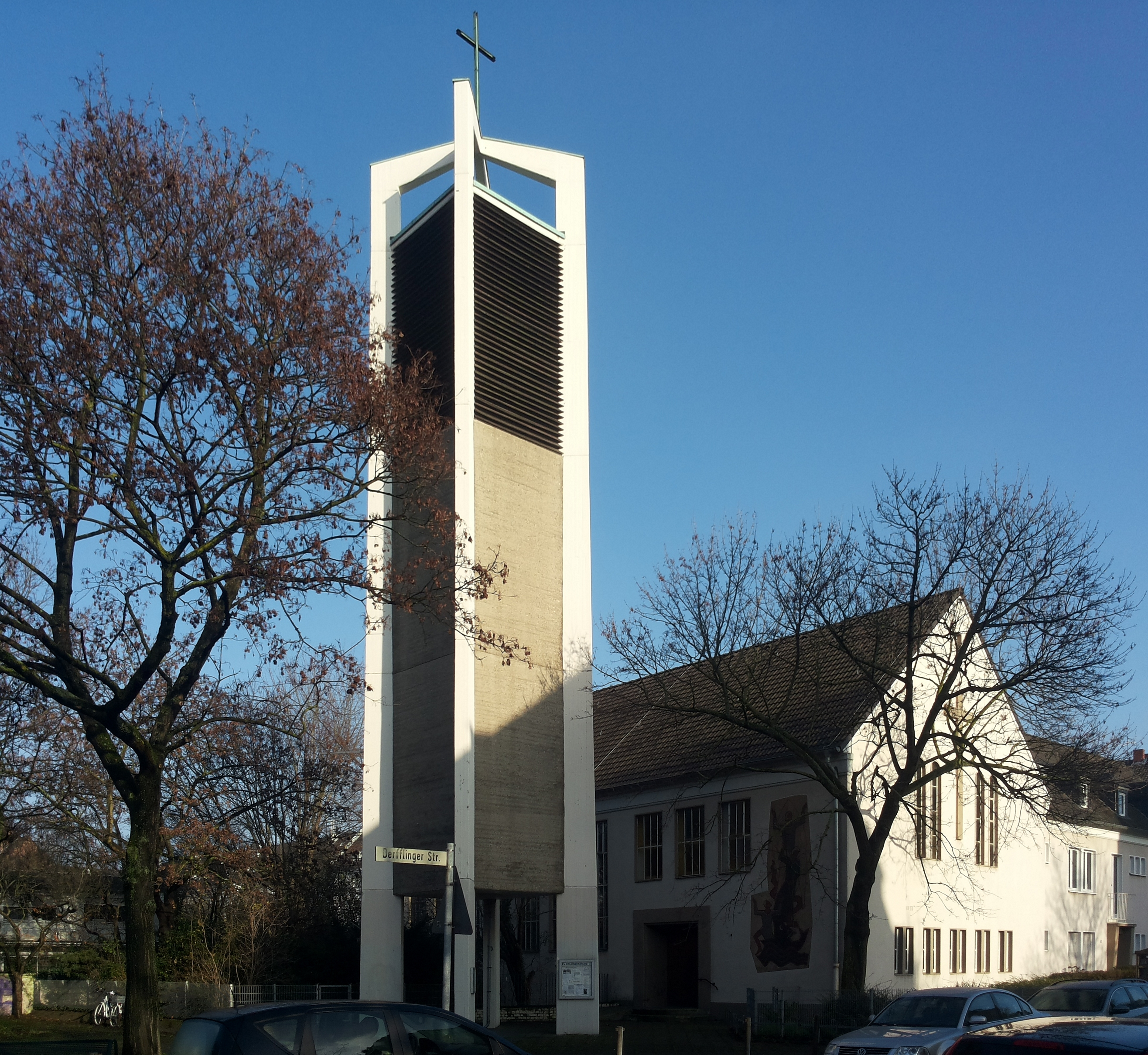
Ev. Erlöserkirche (bis 2020)

Anfang der 1950er Jahre wurde die von Gottfried Tucholski entworfene evangelische Erlöserkirche – teils aus Steinen von Trümmergrundstücken – als „Notkirche“ gebaut und eingeweiht. Die Orgel stammte von dem Kölner Orgelbauer Willi Peter und wurde 1988 modernisiert. 2020 erfolgte der Abriss der Kirche; zuvor war die Orgel an die Berliner Kirche St. Maria Magdalena gegangen. Auf dem Gelände erbaute die Ev. Kirchengemeinde Köln-Mauenheim-Weidenpesch ab Mitte 2020 ein neues Erlöserkirchenzentrum mit Gottesdienstraum, Gemeinderäumen, einer dreigruppigen Kita sowie acht Wohnungen. Architekt ist Joel Harris vom Architektenbüro Harris&Kurrle in Stuttgart. Die Eröffnung fand im November 2022 statt.
In der Gemeinde waren tätig: Pfarrer Friedrich Schellenburg, Pfarrer Max Adolf Wagenführer (bis 1971), Pfarrer Andreas Hellriegel (bis 1995) und Pfarrer Holger Reiprich-Meurer (bis 2001). Seit 2002 arbeiten Pfarrerin Susanne Zimmermann und Pfarrer Markus Zimmermann, der seit 2008 auch Superintendent des Kirchenkreises Köln-Nord ist, in der Gemeinde. Zur Entlastung von Superintendent Markus Zimmermann bei gemeindlichen Aufgaben ist seit 2010 Pfarrerin Christina Schlarp ebenfalls in der Kirchengemeinde tätig.

## Sehenswertes
- Basilika Heilig Kreuz Kirche

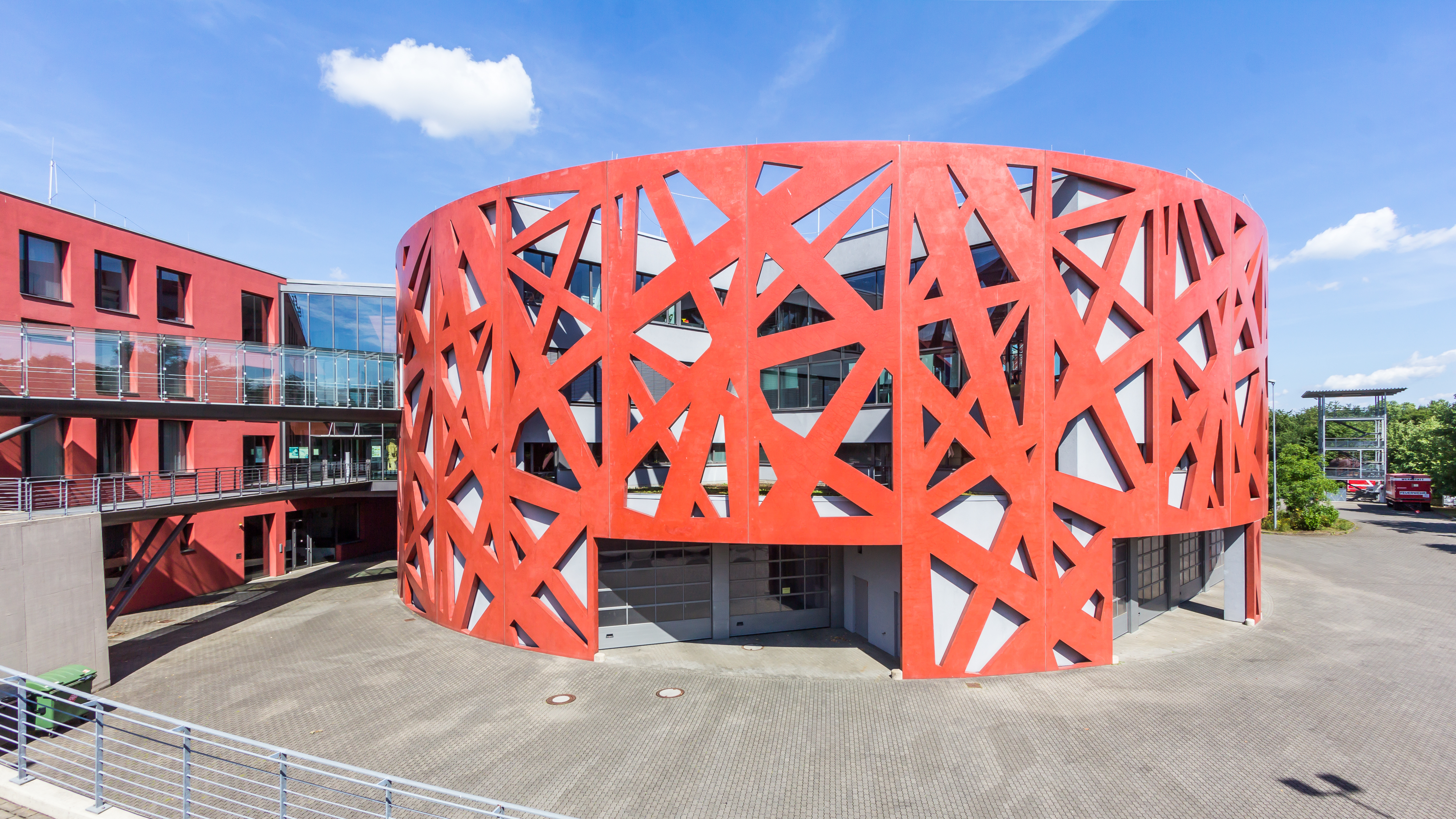
Berufsfeuerwehr Köln, Scheibenstraße

- Straßenbahnausbesserungswerk der KVB
- Jakob Pallenberg Arbeitersiedlung
- Galopprennbahn Köln-Weidenpesch
- Nordfriedhof
- Führungs- und Schulungszentrum der Feuerwehr Köln
- Feuerwehrmuseum
- Bezirkssportanlage Weidenpesch